# Vasile Cerghizan
Vasile Cerghizan (n. 27 ianuarie 1885, Chirileu – d. 30 ianuarie 1968, Brașov) a fost un om român de cultură, preot greco-catolic la Turda, publicist, autor de manuale școlare, doctor în drept canonic după un studiu teologic de un an la Roma.

## Originea și studiile
S-a născut din părinți țărani, Maria și Izidor Cerghizan, în satul Chirileu, comuna Sânpaul, aflate pe atunci în Comitatul Mureș-Turda.
A absolvit școala elementară în comuna natală, cursul inferior gimnazial la Liceul de Stat din Târgu Mureș, iar cursul superior la Liceul din Blaj. Între anii 1904-1908 a continuat studiile la Seminarul Teologic Greco-Catolic din Blaj, iar în anul 1911 a obținut titlul de doctor în Drept Canonic la Facultatea de Drept a Universității Franz Josef din Cluj, în paralel cu un studiu de un an efectuat la Roma.

## Activitatea
Între anii 1908-1915 a fost preot greco-catolic în comuna Corpadea, pe atunci în comitatul Cluj, în prezent sat aparținător de comuna Apahida, și apoi ca preot în satul Cocul de Câmpie, azi Pădureni, județul Cluj. În toamna anului 1918 părintele Vasile Cerghizan a participat la constituirea și funcționarea Gărzii Naționale Române din Coc și din localitățile învecinate Tăureni, Tritenii de Sus și Tritenii de Jos.
A fost delegat în același an la Marea Adunare Națională de la Alba Iulia în fruntea delegației din Coc, fiind în același timp și delegat titular al Cercului Electoral Luduș (denumirea în epocă: Cercul electoral Murăș-Ludoș). La Marea Adunare Națională de la Alba Iulia de la 1 decembrie 1918 a fost ales ca membru al Marelui Sfat Național Român, organul provizoriu al puterii de stat din Transilvania până la unirea definitivă cu România.
După unirea Transilvaniei cu România preotul Vasile Cerghizan s-a mutat la Turda, unde a fost preot la Biserica Rățeștilor din Turda și profesor de religie la Liceul de Băieți Regele Ferdinand (în prezent Colegiul Național Mihai Viteazul). La 1 septembrie 1944 a fost scos la pensie.
A desfășurat o vastă activitate publicistică, colaborând în special la ziarul "Unirea" din Blaj. A activat de asemenea în cadrul despărțământului Turda al societății ASTRA.
A organizat în anul 1928 un pelerinaj la Vatican la care au participat credincioși și elevi din Turda, iar în anul 1937 a participat la Roma la inaugurarea Colegiului Pio Romeno, destinat teologilor români.
După pensionare s-a retras la Brașov, unde a murit în anul 1968. A fost înmormântat la Turda.

## Scrieri
- Istoria descoperirii dumnezeești. Legea veche, manual pentru cl. I a școlilor secundare (licee, gimnazii etc.), ediția a III-a, Blaj, 1943.